# Nuevo México (Chiapas)
Nuevo México es una localidad del estado mexicano de Chiapas. Es parte del municipio de Villaflores.

## Demografía
| Gráfica de evolución demográfica |
|                                  |

| Censo | Población |
| ----- | --------- |
| 1930  | 41        |
| 1940  | 751       |
| 1950  | 1 107     |
| 1960  | 1 077     |
| 1970  | 1 538     |
| 1980  | 1 406     |
| 1990  | 2 494     |
| 2000  | 2 700     |
| 2010  | 3 014     |
| 2020  | 3 440     |